# Otto Bernau
Otto Bernau (* 16. März 1926 in Krems an der Donau; † 26. August 2022) war ein österreichischer Politiker (ÖVP). Er war von 1969 bis 1988 Abgeordneter zum Landtag von Niederösterreich.

## Leben
Bernau leistete von 1943 bis 1945 den Reichsarbeitsdienst und den Militärdienst ab, wobei er in Kriegsgefangenschaft geriet. Er legte nach dem Zweiten Weltkrieg die Matura ab und studierte Rechtswissenschaften an der Universität Wien, wobei er sein Studium mit dem akademischen Grad Dr. jur. abschloss. Er arbeitete von 1954 bis 1962 als Auslandsmessereferent der Bundeswirtschaftskammer und leitete zwischen 1963 und 1987 das Wirtschaftsförderungsinstitut Niederösterreichs. Daneben war er von 1966 bis 1980 ÖVP-Landesparteisekretär und vertrat die ÖVP vom 4. Dezember 1969 bis zum 17. November 1988 im Landtag. 1984 folgte er Hans Kellner als ÖVP-Klubobmann im Niederösterreichischen Landtag nach, eine Funktion, die er bis 1988 innehatte. Bernau wirkte zwischen 1981 und 1999 auch als Präsident des Aufsichtsrates der Hypo-Bank.
Bernau war Mitglied der katholischen Studentenverbindungen KaV Norica Wien (seit 1946) und AV Austria Innsbruck (seit 1974).

## Auszeichnungen
- 1980: Großes Ehrenzeichen für Verdienste um die Republik Österreich[1]
- 1988: Großes Goldenes Ehrenzeichen für Verdienste um die Republik Österreich[2]